# Chocolates Elgorriaga
Chocolates Elgorriaga es una empresa española de chocolates fundada a mediados del siglo XIX y perteneciente actualmente al grupo alavés Urbasa Global Brands S.A.
La afición por el chocolate a la taza va aumentando el negocio familiar, que a comienzos del siglo XX bajo la dirección de Francisco Elgorriaga Ayestarán se convierte en uno de los primeros productores del mercado nacional. Uno de los productos estrella fue la tableta de chocolate denominada Chocolate La Campana.

## Historia
En el siglo XVIII los pastores de Vera de Bidasoa (Navarra) se desplazan con frecuencia a Irun (Guipúzcoa) a las ferias, existiendo algunos pastores que abren un negocio relacionado con la venta de chocolate siendo en principio trituradas las semillas de cacao con caballos y mezcladas con azúcar.
Entrados en el siglo XIX, la esposa de uno de los pastores da al negocio un aire empresarial abriendo una chocolatería en Irún (Guipúzcoa) Confitería Elgorriaga, tomando el nombre de la familia, famosa por ofrecer un buen chocolate a la taza. Dicho establecimiento cobra tanta fama que pronto la casa real y Alfonso XIII se encuentran entre sus clientes.  
El origen del cacao usado por esta empresa era Guinea Ecuatorial, empresa cuyo logo es la campana tradicional bubi.Los empleados trabajaban en régimen de semi-esclavitud.

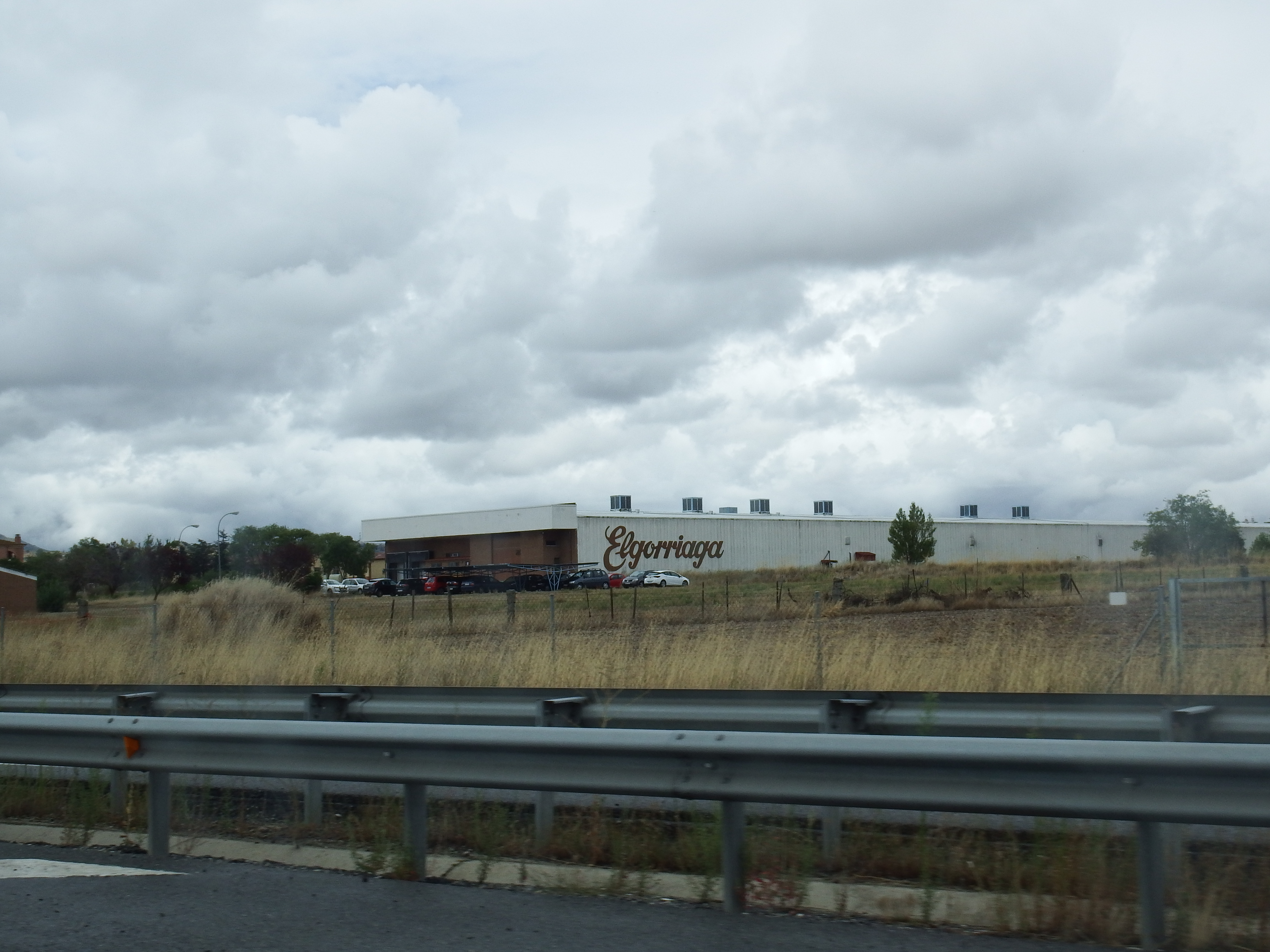
Fábrica de Elgorriaga en Ávila

A comienzos del siglo XX Francisco Elgorriaga abre una fábrica en Mendíbil (Guipúzcoa) poniendo en la elaboración del chocolate todos los medios tecnológicos conocidos hasta la fecha. Elgorriaga comienza a ofrecer diversos productos basados en el chocolate. Los productos más conocidos son los lingotes, las monedas de chocolate, muñecolates, trufas, las lenguas de gato, y en los años cincuenta se lanza el popular Chocolate La Campana, marca estrella de la empresa. En 1965 aparece en el mercado Milkcream que es el primer chocolate blanco que se comercializa en España. En los años setenta inicia su entrada en el mercado del turrón. En este período se dedica a la comercialización de las galletas Príncipe de Beukelaer.
En los ochenta inicia su debacle, lo que lleva a que finalmente la empresa Cantalau (actualmente Grupo CEMOI) absorba la chocolatera española. Poco a poco va desapareciendo la marca hasta que en el año 2005 se vende a Inversiones Sitón, S. L. (empresa del Grupo Dhul) cuyo centro de trabajo se ubica en Ávila, así como la marca Elgorriaga.
En marzo de 2012, el grupo alimentario vasco Urbasa Global Brands S.A. absorbe los activos industriales de la compañía e inicia una nueva etapa.